# Ján Čarnogurský
Ján Čarnogurský (1 de enero de 1944, Bratislava) es un abogado y expolítico demócratacristiano eslovaco, que ejerció el cargo de primer ministro de Eslovaquia de 1991 a 1992.

## Vida
Estudió en la escuela secundaria de Kežmarok, después de un año se mudó a Bratislava, donde se graduó. Completó un año en la Facultad de Ingeniería Civil de la Universidad Tecnológica de Eslovaquia en Bratislava, donde conoció a su futura esposa Marta. Primero se trasladó a los estudios de derecho en Bratislava, pero completó su educación universitaria en 1969 en Praga, donde estudió derecho en la Universidad Carolina. Recibió su doctorado en derecho en 1971 en la Universidad Comenius de Bratislava.
De 1970 a 1981 trabajó como abogado en Bratislava y en esta profesión se hizo conocido como representante de activistas religiosos y disidentes políticos en toda Checoslovaquia.
En 1981 fue vetado de la abogacía. El motivo fue la defensa en el proceso político. Trabajó como conductor, luego fue abogado corporativo.
En 1987 perdió completamente su trabajo. Continuó brindando asesoramiento legal a activistas políticos, religiosos y de oposición y en 1988 comenzó a publicar la revista samizdat Bratislavské listy (Cartas de Bratislava).
El 14 de agosto de 1989 fue detenido y acusado del delito de ultraje y "hostilidad a las instituciones sociales y estatales socialistas". La acción consistió en los siguientes tres cargos: la emisión de Bratislavské listy, la preparación y colocación de coronas de flores a las víctimas de la ocupación soviética de 1968 y la presentación de una solicitud de elecciones libres en junio de 1989 en una reunión en Predmier cerca de Žilina. En noviembre de 1989 tuvo lugar un juicio, sobre cuya base fue puesto en libertad. Sin embargo, no fue liberado hasta que el presidente Gustav Husák concedió una amnistía el 25 de noviembre durante la Revolución de Terciopelo (aproximadamente 15.000 personas se manifestaron el 22 de noviembre de 1989 frente al Palacio de Justicia de Bratislava pidiendo su liberación).
Ingresó en el Público Contra la Violencia (VPN), la rama eslovaca del  Foro Cívico (OF) checo. Desde el 10 de diciembre de 1989 al 6 de abril de 1990, fue el primer Viceprimer Ministro del Entendimiento Nacional y Presidente del Consejo Legislativo del Gobierno Checoslovaco de febrero a agosto de 1990. Posteriormente fue vice primer ministro de la República Socialista Checoslovaca (del 6 de abril de 1990 al 27 de junio de 1990). Desde el 27 de junio de 1990 al 23 de abril de 1991) en Eslovaquia ocupó el cargo de Primer Viceprimer Ministro de la República Eslovaca, Presidente del Consejo del Gobierno de la República Eslovaca para la Política de Información y Medios de Comunicación, Presidente del Consejo de Gobierno de la República Eslovaca para nacionalidades y grupos étnicos.
Durante ese periodo, debido a tensiones internas, VPN se dividió antes de las elecciones parlamentarias de junio de 1990; Čarnogurský y sus seguidores dejaron VPN y fundaron el partido Movimiento Demócrata Cristiano (KDH) el 23 de febrero de 1990. En noviembre de 1990, durante veinte días (del 2 al 22 de noviembre) fue temporalmente Ministro del Interior. Fue Primer Ministro de la República Eslovaca desde abril de 1991 hasta junio de 1992.
De 1998 a 2002 (primer gobierno de Dzurinda) fue Ministro de Justicia de la República Eslovaca. De 1990 a 2000 fue presidente del Movimiento Demócrata Cristiano.
Es miembro del Valdai Discussion Club.
El 11 de octubre de 2013, anunció su retiro de KDH en una conferencia de prensa.
Čarnogurský se postuló para candidato a presidente en las elecciones presidenciales de 2014. En la primera vuelta de las elecciones, obtuvo sólo 12.207 votos (0,64% de los votos emitidos) y quedó en el noveno lugar entre 14 candidatos, es decir, no avanzó a la segunda vuelta.

## Opinión sobre la República Eslovaca (1939-1945)
Una de las declaraciones de Ján Čarnogurský sobre la República Eslovaca de la época de la Segunda Guerra Mundial, hecha en octubre de 1991, en la que dijo: “Me encuentro en Eslovaquia con varias personas que tienen bastante buena memoria del Estado eslovaco, que también pueden justificarlas racionalmente; y simplemente no puedo refutar sus sentimientos y argumentos, incluso desde un punto de vista moral.”

## Punto de vista sobre el papel de Rusia en la historia contemporánea
Cita de mayo de 2007 publicada en medios rusos: "Rusia pudo recuperarse relativamente rápido de la disolución de la Unión Soviética. La política hegemónica estadounidense debe equilibrarse. Rusia parece ser un candidato natural para este papel. Al defender la política imperialista estadounidense de Washington, Rusia puede ganar nuevos aliados en el mundo. En un discurso en Munich, Putin presentó al mundo este nuevo rol por primera vez."
Ján Čarnogurský también participa en las relaciones económicas con Rusia. En 2006, representó a Leonid Sviridov en una demanda contra Mladá Fronta Dnes, que afirmó que la razón para denegar su acreditación periodística en la República Checa fue la cooperación de Sviridov con los servicios secretos rusos.
Participó en un simposio sobre Kosovo. Considera que la declaración de independencia de Kosovo es una violación del derecho internacional. Publicó sus artículos en la prensa eslovaca y rusa.
Participó en una manifestación el 5 de abril de 2008 frente a la Embajada de Estados Unidos en Bratislava contra la independencia de Kosovo.

## Otras opiniones
El 13 de marzo de 2019, en el cuarto episodio del programa de Rozhlas a televízia Slovenska (RTVS), Najväčší Slovák (El eslovaco más grande), Čarnogurský defendió a Andrej Hlinka.
En agosto de 2019, como invitado, participó en el ejercicio de verano de los Hermanos Eslovacos, sobre el que escribió en Facebook y un artículo en Main News.

## Familia
Es hijo de Pavel Čarnogurský, hermano del expolítico Ivan Čarnogurský, Pavel Čarnogurský Jr., la sinóloga Marina Čarnogurská y la traductora Oľga Slivková . Él y su esposa Marta tienen 2 hijos: Ján y Petr.

## Obras
- Trpeli za vieru (They suffered for the faith; 1991)
- Videné od Dunaja (Seen from the Danube; 1997): his speeches and articles
- The Fall of Communism in Czechoslovakia